# Кандриан, Сина
Сина Кандриан (фр. Sina Candrian; 21 ноября 1988, Флимс) — швейцарская сноубордистка. Вице-чемпионка мира 2013 года в слоупстайле.

## Результаты выступлений в Кубке мира
| #  | Дата           | Место   | Вид        |
| -- | -------------- | ------- | ---------- |
| 1. | 30 января 2010 | Калгари | слоупстайл |

| #  | Дата            | Место           | Вид        | Победитель    |
| -- | --------------- | --------------- | ---------- | ------------- |
| 1. | 7 сентября 2008 | Кардона         | хафпайп    | Шихо Накасима |
| 2. | 16 марта 2013   | Шпиндлерув-Млин | слоупстайл | Энни Рукаярви |